# Петрила, Клаудиу
Клаудиу Петрила (рум. Claudiu Petrila; 7 ноября 2000, Сынниколау-Ромын) — румынский футболист, защитник клуба «ЧФР Клуж» и сборной Румынии. Выступает на правах аренды за «Рапид» (Бухарест).

## Карьера
Родился 7 ноября 2000 года в городе Сынниколау-Ромын. Воспитанник юношеских команд футбольных клубов «Бихорул Орадя» и «ЧФР Клуж».
31 октября 2018 года дебютировал за основную команду «ЧФР Клуж» в матче Кубка Румынии против «Газ Метан», а 8 декабря дебютировал в чемпионате Румынии против того же соперника. Свой первый гол в профессиональном футболе забил 23 августа 2020 года в матче против «Академики» В итоге за три сезона в «ЧФР Клуж» принял участие в 26-и матчах чемпионата и забил один гол.
В октября 2020 года был отправлен в аренду клубу «Сепси», где до конца сезона провел в чемпионате 25 матчей и забил 5 голов.
В начале сезона 2021/22 продолжил выступать в «ЧФР Клуж», но уже в качестве основного игрока, сыграв 31 матч.
30 сентября 2021 года забыл свой первый гол в Еврокубках, в ворота датского клуба «Рандерс» на групповом этапе Лиги конференций УЕФА.

### Сборная
Петрила принимал участие в составе национальных сборных Румынии в различных возрастных категориях, включая команды до 19 лет и до 21 года.
Впервые сыграл за основную сборную 17 ноября 2022 года в товарищеском матче против сборной Словении.

## Статистика
| Выступление      | Выступление      | Выступление      | Лига | Лига | Кубок | Кубок | Еврокубки | Еврокубки | Итого | Итого |
| Клуб             | Лига             | Сезон            | Игры | Голы | Игры  | Голы  | Игры      | Голы      | Игры  | Голы  |
| ---------------- | ---------------- | ---------------- | ---- | ---- | ----- | ----- | --------- | --------- | ----- | ----- |
| ЧФР Клуж         | Лига I           | 2018/19          | 5    | 0    | 1     | 0     | —         | —         | 6     | 0     |
| ЧФР Клуж         | Лига I           | 2019/20          | 15   | 0    | 2     | 0     | —         | —         | 17    | 0     |
| ЧФР Клуж         | Лига I           | 2020/21          | 6    | 1    | —     | —     | 0         | 0         | 6     | 1     |
| ЧФР Клуж         | Итого            | Итого            | 26   | 1    | 3     | 0     | 0         | 0         | 29    | 1     |
| → Сепси          | Лига I           | 2020/21          | 25   | 5    | 1     | 0     | —         | —         | 26    | 5     |
| → Сепси          | Итого            | Итого            | 25   | 5    | 1     | 0     | —         | —         | 26    | 5     |
| ЧФР Клуж         | Лига I           | 2021/22          | 31   | 9    | 1     | 0     | 9         | 1         | 41    | 10    |
| ЧФР Клуж         | Суперлига        | 2022/23          | 39   | 3    | 4     | 0     | 15        | 1         | 58    | 4     |
| ЧФР Клуж         | Итого            | Итого            | 70   | 12   | 5     | 0     | 24        | 2         | 99    | 14    |
| Всего за карьеру | Всего за карьеру | Всего за карьеру | 121  | 18   | 9     | 0     | 24        | 2         | 154   | 20    |